# Mandulafenyő
A mandulafenyő (Pinus pinea) mediterrán eredetű fenyő. Az ehető magvú és magjukért termesztett fenyők közül a legismertebb, és valószínűleg a legelterjedtebb faj.

## Elterjedése
A mediterrán tengerpartok homokos talaját kedveli; a mediterrán táj egyik igen jellegzetes növénye. Ehető magjáért és jellegzetes habitusának sajátos díszítő jellege miatt évezredek óta sokfelé termesztik, így a természetes és a visszavadult állományok nehezen különíthetők el. Magyarországi példányai valószínűleg mind ültetett vagy termesztésből kivadult egyedek.

## Leírása
Ernyőszerűen szétterülő, 20 méter magasra megnövő örökzöld.
Kérge narancsbarna, mélyen barázdált. Fiatal hajtásai szürkészöldek és simák, idősebb korukban világosbarnák.
10–15 cm hosszú, vaskos, kemény és kissé csavarodott, erősen kihegyezett tűleveleinek éle alig észrevehetően fogazott. A tűlevelek párosával, ritkásan nőnek a vastag, sima narancsbarna száron. A fiatal növényeken egyesével állnak és halvány kékesszürkék, később szürkészöldek. 2-3 évig maradnak a hajtáson.
A fiatal hajtásokon a sárga porzós és a zöld termős tobozok a nyár elején nyílnak. A toboz csaknem gömb alakú, 8–15 cm hosszú, fénylő barna és kemény; a harmadik évben érik be. Magvai (tobozonként akár száznál is több) ehetők; ízük a faj nevének megfelelően a manduláéra emlékeztet.

## Termesztése
Más Pinus fajokhoz hasonlóan magról szaporítható. Szinte bármilyen talajon megél, de üde talajon jobban fejlődik. Fagyérzékenysége miatt fiatalon – 3-4 éves koráig, vagyis az időskori levelek megjelenéséig – célszerű üveg vagy fólia alatt nevelni, és az után is érdemes fagyvédett helyre telepíteni. Üvegházi oltással (oldallapozással vagy oldalékezéssel) szaporítva könnyebben fagytűrővé tehetjük; megfelelő alany számára a feketefenyő és az erdeifenyő is.

## Hatóanyagai
Magja sok proteint, magnéziumot, foszfort, vasat, B1- és P-vitamint tartalmaz.

## Felhasználása
Észak-Afrikában hagyomány a mandulafenyős sütemény és a mandulafenyős mentatea. Az olasz pesztónak alapanyaga, szívesen használják grillezett zöldségekhez (brokkolihoz, padlizsánhoz), valamint fehér- és vörös káposzta salátához, céklához.
Fája jól megmunkálható.

## Érdekességek
- A mandulafenyő magjai a római légionáriusok fejadagjaiban is szerepeltek.[5]

## Képek

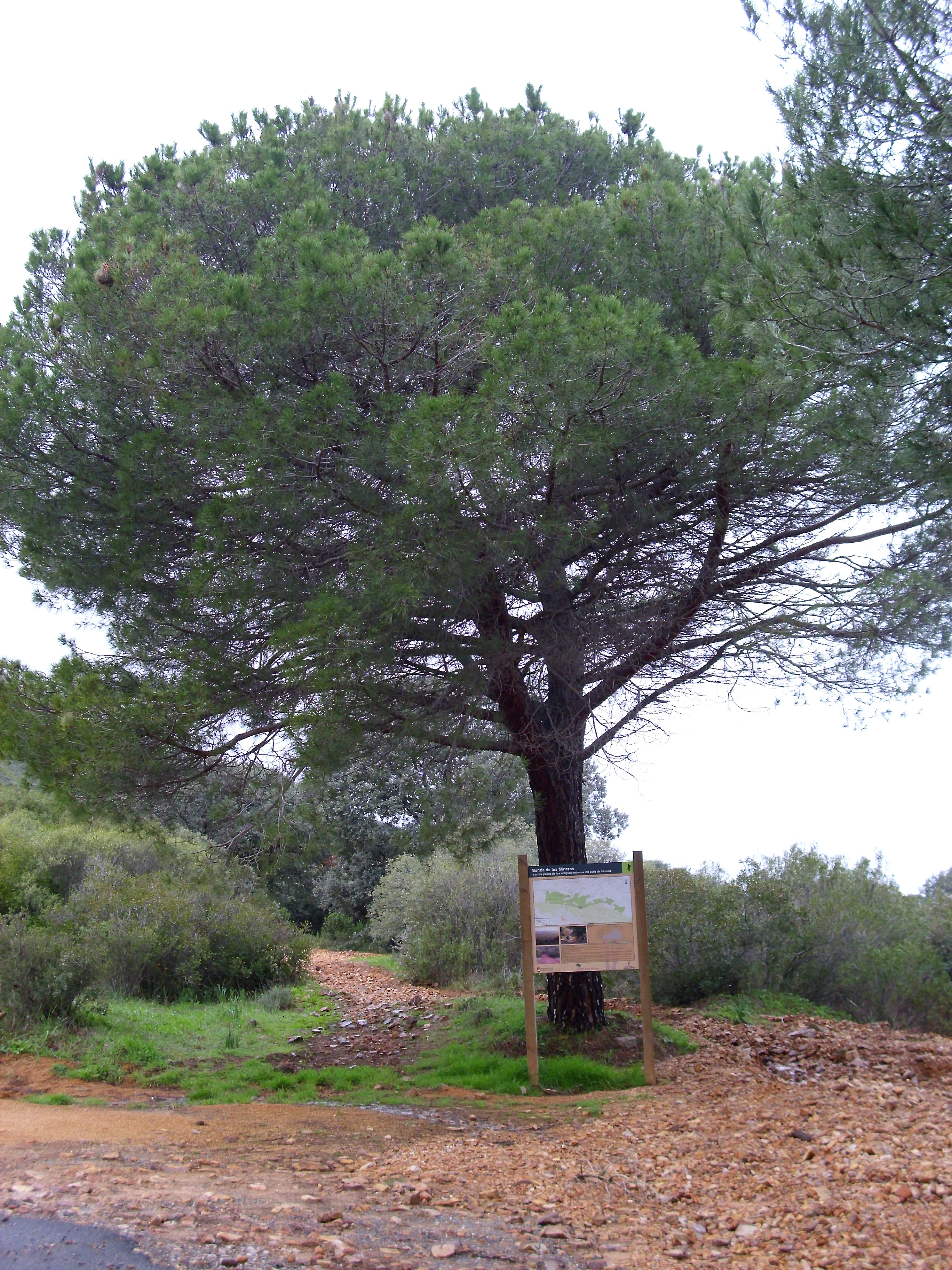
habitusa
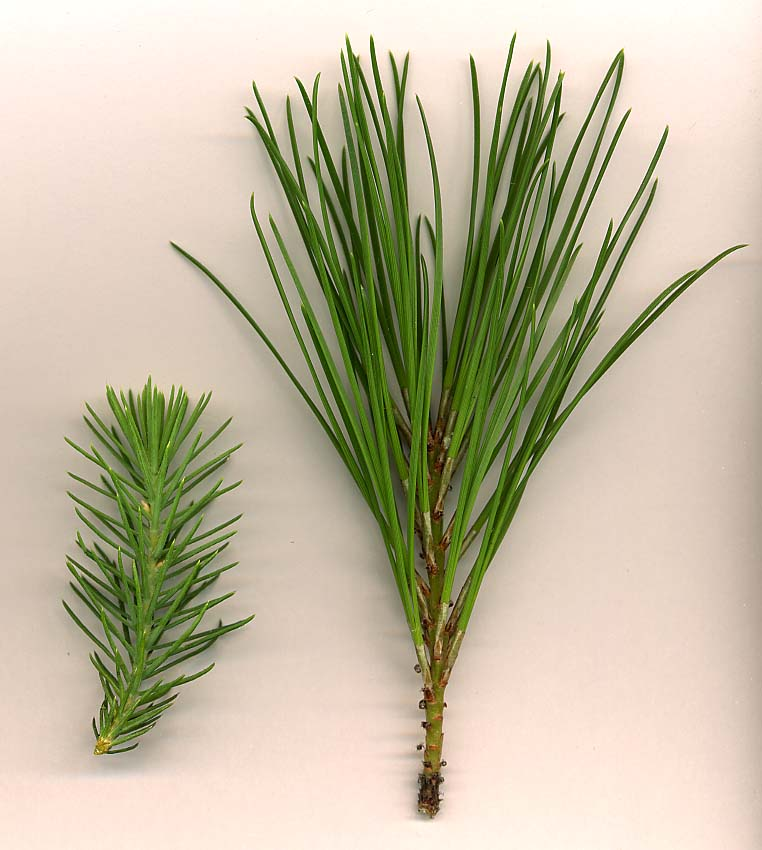
fiatal és idős tűlevelei
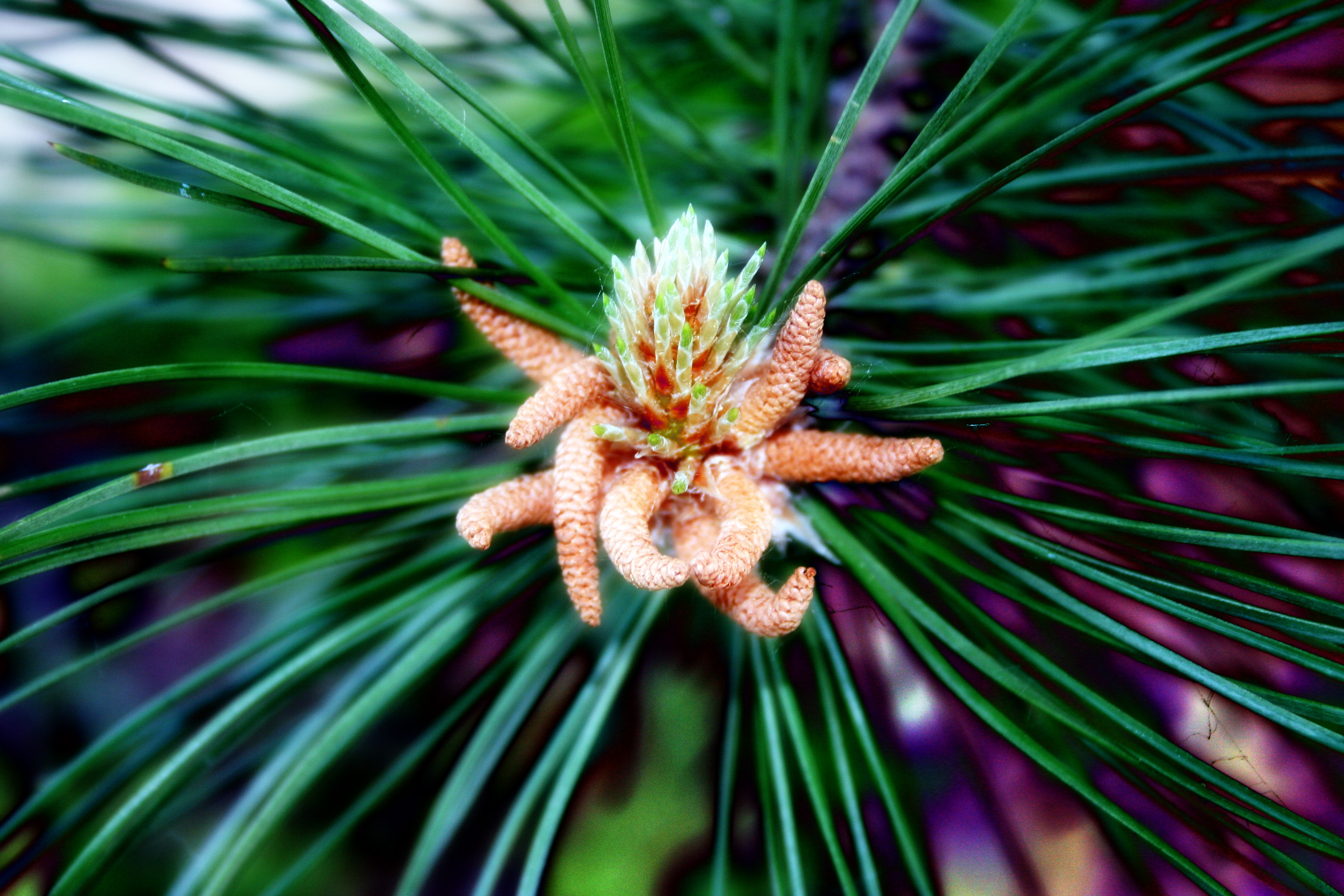
porzós barkák
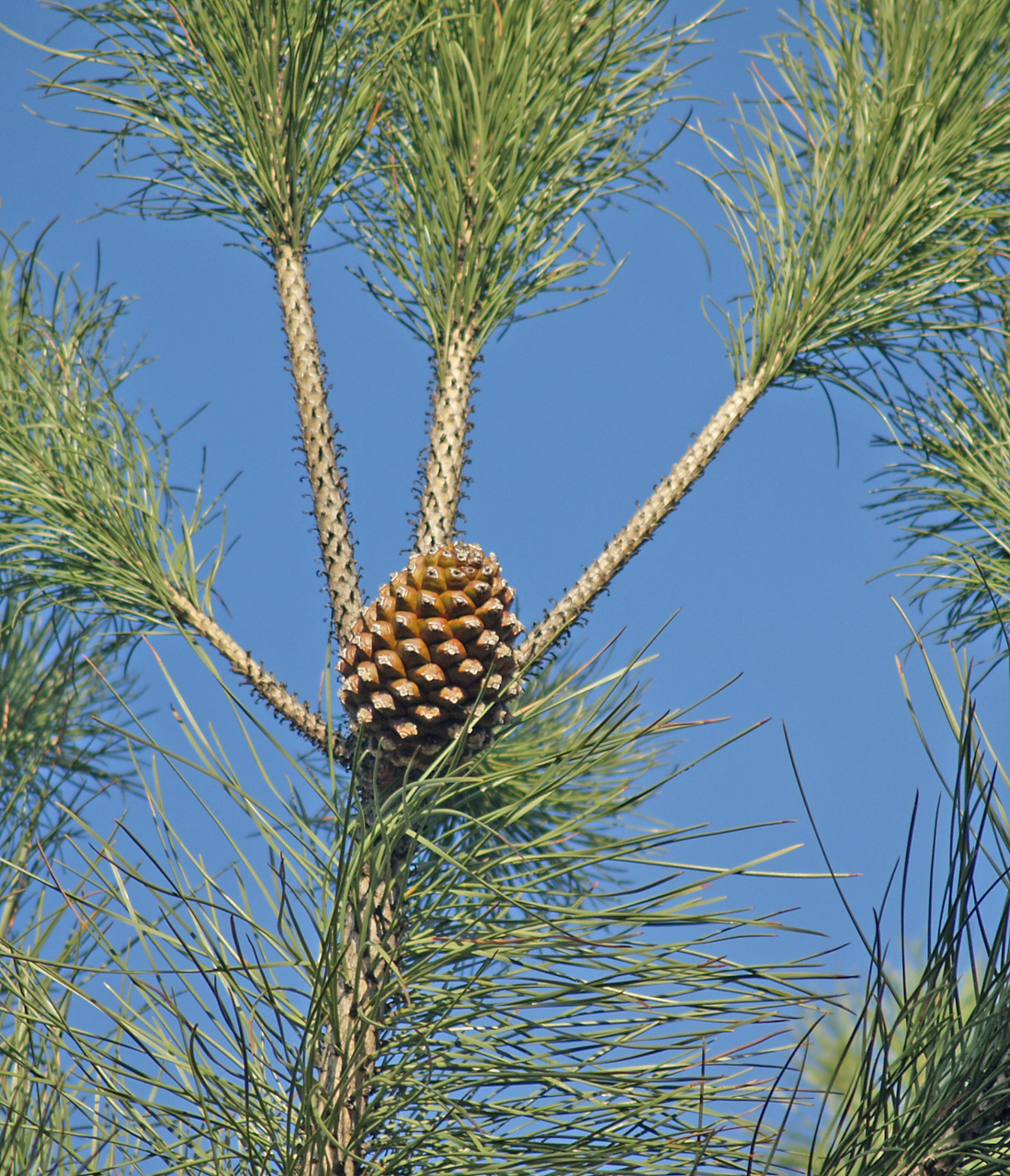
toboza
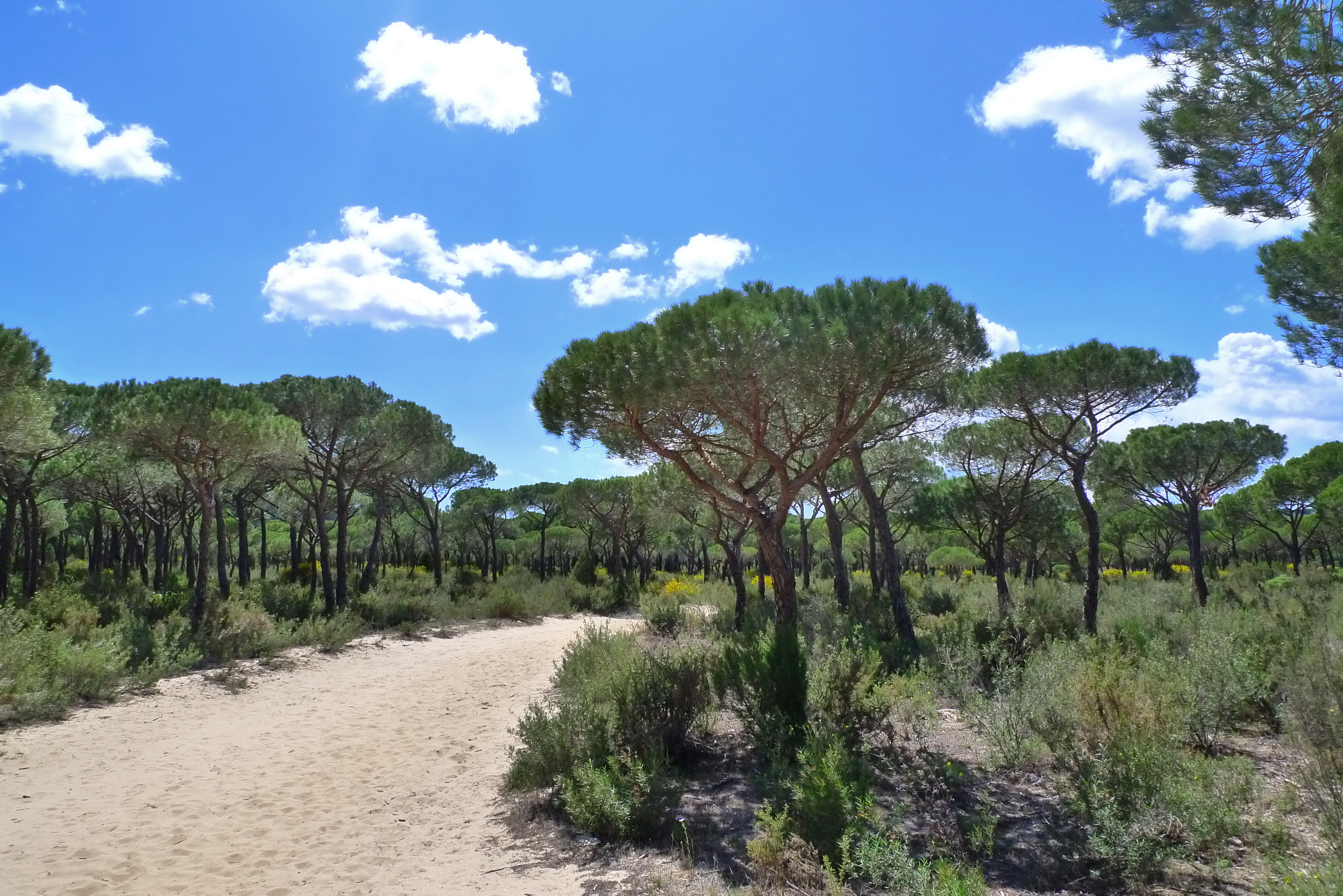
mandulafenyők Andalúziában
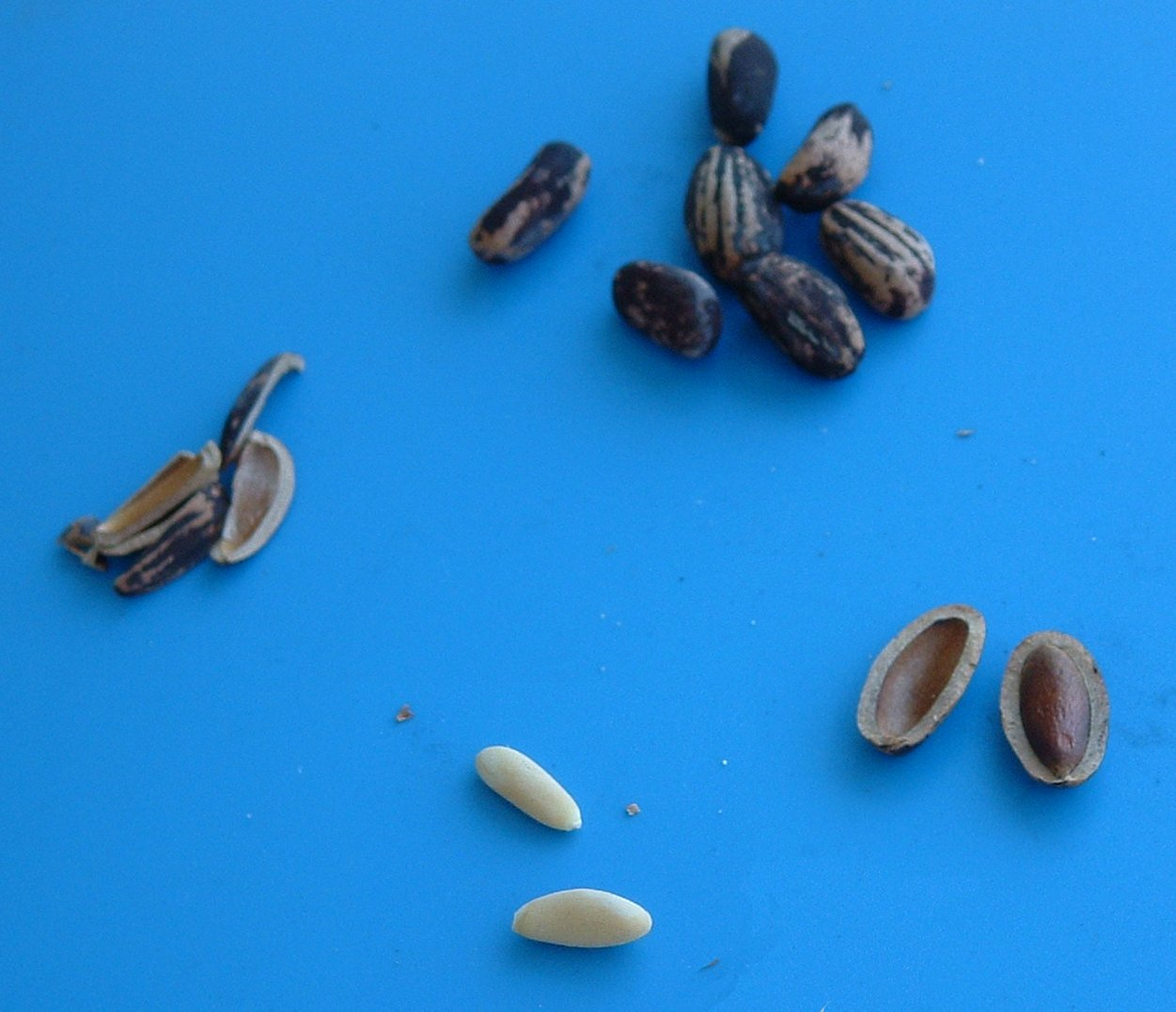
magjai